# 聖馬可斯 (德克薩斯州)
聖馬可斯（英語：San Marcos）是一個位於美國德克薩斯州海斯縣的城市。根據2010年美國人口普查，該地共人口44894人，而該地的面積約為78.60平方千米。同時該地也是海斯縣的縣治。

## 地理
聖馬可斯的座標為33°09′37″N 99°44′04″W / 33.16028°N 99.73444°W，而該地的平均海拔高度為188米（即617英尺）。